# Прустит
Прустит (обманка мышьяково-серебряная, руда красная серебряная светлая, иногда — Прусит) — рудный минерал серебра, подкласса сложных сульфидов.
Прустит имеет глубокий и насыщенный багровый цвет с красивым внутренним отсветом, нередко вводящим в заблуждение, за что получил у геологов и шахтёров ещё два тривиальных названия: гранатовая или рубиновая обманка.

## Состав
Прустит состоит из тритиоортоарсенит серебра(I). Химическая формула Ag3AsS3.

## Внешний вид
Тёмно-красные, багряные кристаллы со свинцово-серым или светло-красноватым оттенком. В тонком порошке — киноварно-красный. При долгом нахождении на свету кристаллы прустита темнеют почти до чёрного цвета.:28
По внешним признакам прустит очень трудно отличим от пираргирита и с XVI века добывался с ним вместе под общим названием красная серебряная руда. Как правило, прустит несколько светлее, а кристаллы имеют меньшее число граней, чем кристаллы пираргирита. Однако главное отличие между ними состоит в содержаниях As или Sb. Таким образом, отличие между пруститом и пираргиритом возможно достоверно установить только по результатам химического анализа.
Из других минералов по цвету и блеску на прустит похожи также миаргирит (AgSbS2), киноварь, куприт (Cu2O) и цинкит (ZnO). Миаргирит, если встречается не в кристаллах, от прустита и пираргирита отличается только по соотношению As:Sb, которое также возможно установить химическим анализом.

## История
Минерал прустит был назван в честь французского химика Ж. Л. Пруста (1755—1826).